# 오키시마섬

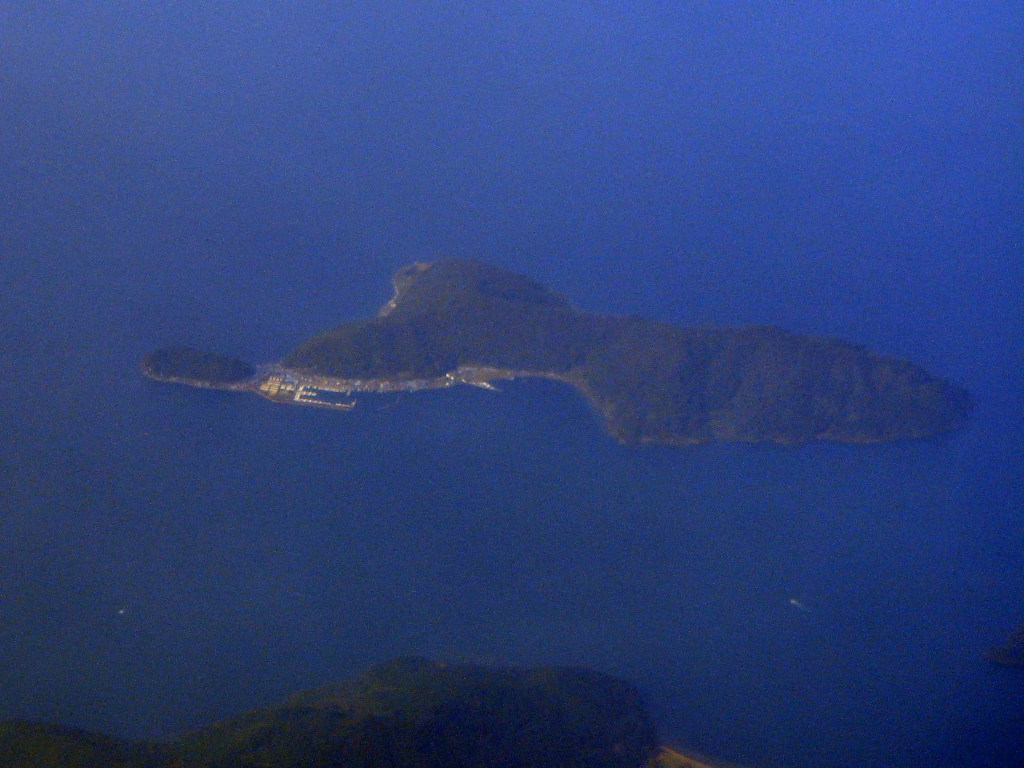
오키시마섬

오키시마섬(沖島 오키시마[*]) 또는 오키노섬(沖ノ島 오키노시마[*])은 일본 비와호에 있는 섬으로, 해안 약 1.5km에 있는 비와호 최대의 섬이다. 시가현 오미하치만시 소속이다. 비와코 국정공원 제2종 특별지역이다.
2015년 4월 24일, '비와호와 그 수변 경관-기도와 생활의 물 유산'의 구성 문화재로서 일본유산으로 인정되었다.